# Jürgen Goertz
Jürgen Goertz (né le 13 mars 1939 à Albrechtshagen, actuellement Czeluścin, en Pologne) est un sculpteur allemand.

## Biographie
Jürgen Goertz grandit après la Seconde Guerre mondiale à Küsten et a l'abitur au Gymnasium de Lüchow en 1960. Il étudie de 1963 à 1966 à l'Académie des beaux-arts de Karlsruhe. En 1970, il épouse la peintre Christa Heyn. Dans les années 1971 et 1972, il est professeur invité à l'Académie des beaux-arts de Karlsruhe. Une première exposition de ses œuvres a eu lieu en 1974 au Badischer Kunstverein Karlsruhe. En 1974, sa fille Eva-Julia naît.
En 2004, il reçoit le titre honorifique "Prof. h.c.", décerné à Erwin Teufel, alors ministre-président du Bade-Wurtemberg.
Jürgen Goertz est membre du Deutscher Künstlerbund. Il vit et travaille à Eichtersheim, au sud de Heidelberg. Son atelier se situe dans l'église du château d'Eichtersheim, église devenue profane.

## Œuvre

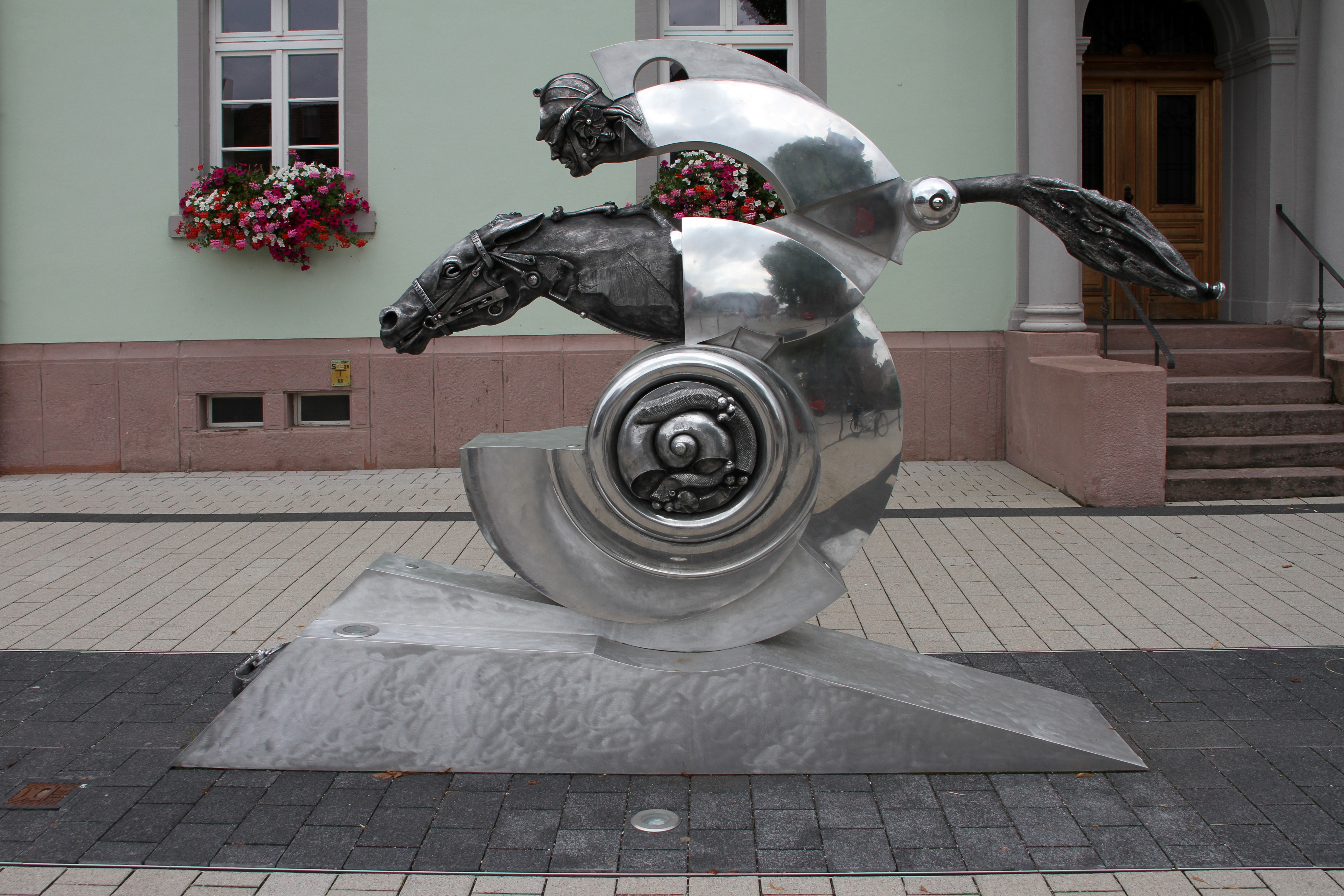
Racing 2013, Iffezheim.

Goertz est connu pour ses sculptures expressives en bronze et autres matériaux. Dans le sud de l'Allemagne en particulier, beaucoup de ses œuvres sont présentes dans les espaces publics.

## Source de la traduction
- (de) Cet article est partiellement ou en totalité issu de l’article de Wikipédia en allemand intitulé « Jürgen Goertz » (voir la liste des auteurs).